# Àcid clorós
L'àcid clorós és un àcid feble de fórmula HClO₂. L'àcid en substància pura és inestable, però les seves sals, els clorits (com el clorit de sodi) són bases conjugades derivades d'aquest àcid. Aquestes sals s'usen de vegades en la producció de diòxid de clor.

## Preparació
S'obté a partir de clorit de bari i àcid sulfúric diluït:
Ba(ClO₂)₂ + H₂SO₄ → BaSO₄ + 2HClO₂

## Estabilització
L'àcid clorós és un fort agent oxidant, malgrat la seva tendència a la desproporció contraresta el seu potencial d'oxidació.
El clor és l'únic halogen per formar un àcid aïllable de fórmula HXO₂. El fluor resisteix l'oxidació per sobre del nivell +1. Ni l'àcid bromós ni l'àcid iodós han estat aïllats.